# Nandrolon
Nandrolon, auch 19-Nortestosteron, ist ein anaboles Steroid. Es beeinflusst wie Testosteron die Entwicklung der männlichen Geschlechtsorgane und den Eiweißaufbau in der Muskulatur. Beim durchschnittlichen Mann ist das Verhältnis im Körper von Testosteron zu Nandrolon 50:1. Da Nandrolon eine wesentlich höhere Aktivität als Testosteron aufweist und das Verhältnis zwischen virilisierender Wirkung und anaboler Wirkung zugunsten des Stoffwechseleffekts verschoben ist, ist es als Dopingmittel von größerem Interesse. Trenbolon ist ein Abkömmling des Nandrolon.

## Biosynthese
Nandrolon wird im Organismus aus Testosteron durch Oxidation der Methylgruppe in Position 10 und anschließender Retro-Claisen-Umlagerung synthetisiert.

## Handelsformen
Nandrolon ist in Form verschiedener Ester im Handel, beispielsweise als Phenylpropionsäureester (Nandrolon-Phenylpropionat) oder als Decansäureester (Nandrolon-Decanoat).

## Handelsnamen
Monopräparate
Der Arzneistoff ist in Österreich und der Schweiz unter dem Namen Deca-Durabolin im Handel erhältlich.

## Externe Links zu erwähnten Verbindungen
1. ↑  Externe Identifikatoren von bzw. Datenbank-Links zu Nandrolon-Phenylpropionat:  CAS-Nr.: 62-90-8, EG-Nr.: 200-551-9, ECHA-InfoCard: 100.000.502, PubChem: 229455, ChemSpider: 199761, DrugBank: DB00984, Wikidata: Q4312826.
2. ↑  Externe Identifikatoren von bzw. Datenbank-Links zu Nandrolon-Decanoat:  CAS-Nr.: 360-70-3, EG-Nr.: 206-639-3, ECHA-InfoCard: 100.006.037, PubChem: 9677, ChemSpider: 9296, DrugBank: DB08804, Wikidata: Q16634231.